# Annastacia Palaszczuk
Annastacia Palaszczuk (nascida em 25 de julho de 1969) é uma política australiana, que foi a 39.ª primeira-ministra de Queensland, entre 2015 e 2023. Ela é membro trabalhista da Assembleia Legislativa de Queensland desde a eleição de 2006, representando o eleitorado de Inala. Ela ocupou vários portfólios ministeriais no governo trabalhista de Bligh desde 2009. Após a derrota do Partido Trabalhista nas eleições de 2012, Palaszczuk sucedeu a Bligh como líder do Partido Trabalhista de Queensland. Após a derrota do governo Newman em 2015, Palaszczuk se tornou a primeira mulher na Austrália a se tornar a primeira-ministra de um estado da oposição. Seu primeiro ministério foi feminino majoritário (8 de 14), o primeiro na Austrália.